# Marcus Olsson (Fußballspieler)
Marcus Jonas Munuhe Olsson (* 17. Mai 1988 in Gävle) ist ein schwedischer Fußballspieler. Der Mittelfeldspieler spielt aktuell bei Halmstads BK. 2011 hatte er zwei Einsätze für die Schwedische Fußballnationalmannschaft.

## Werdegang
Zusammen mit seinem Bruder begann Olsson mit dem Fußballspielen bei Högaborgs BK, dem Heimatverein Henrik Larssons. Für den Klub debütierte er in der im Amateurbereich antretenden Männermannschaft. Nachdem Halmstads BK den Linksfuß längere Zeit beobachtet hatte und er ein Probetraining beim Verein absolviert hatte, wurde der 19-jährige Nachwuchsspieler im Januar 2008 verpflichtet. Über weite Strecken der Spielzeit 2008 kam er in der Allsvenskan auf der linken Außenbahn in der Startelf zum Einsatz und trug in insgesamt 21 Saisonspielen zum Erreichen des achten Tabellenranges bei. Zwar schwankte er am Anfang seiner zweiten Spielzeit im schwedischen Oberhaus zwischen Startformation und Ersatzbank, im Sommer 2009 wurde er jedoch von Tommy Söderberg und Jörgen Lennartsson in den Kader der U-21-Nationalmannschaft berufen. Beim 1:0-Erfolg der Juniorennationalmannschaft, die aufgebaut wird, um sich für die U-21-Europameisterschaftsendrunde 2011 zu qualifizieren, über die finnische U-21-Nationalauswahl am 9. Juni des Jahres stand er in der Anfangsformation, konnte sich jedoch in der Folge nicht in der Auswahl behaupten und blieb ohne weiteren Spieleinsatz.
Unter Trainer Lars Jacobsson gelang ihm in der Spielzeit 2010 der endgültige Durchbruch und er bestritt alle 30 Saisonspiele. Vor Beginn der folgenden Spielzeit übernahm der Spanier Josep Clotet Ruiz den Trainerposten, unter dem er seinen Stammplatz behauptete. An der Seite von Michael Görlitz, Anel Raskaj und Tomas Žvirgždauskas verlief die Saison jedoch erfolglos, so dass die Mannschaft trotz eines Trainerwechsels – Jens Gustafsson übernahm im Juli – als Tabellenletzter in die zweitklassige Superettan abstieg. Dennoch nominierte ihn Nationaltrainer Erik Hamrén nach Saisonende für eine Januartour als einer von neun Neulingen neben seinem Mannschaftskameraden Karl-Johan Johnsson für die A-Nationalmannschaft.
Im Januar 2016 wechselte Olsson zu Derby County.

## Privates
Sein Zwillingsbruder Martin Olsson ist ebenfalls Fußballprofi. Er ist der Schwager von Dirk Nowitzki.